# Shuohan Men
Shuohan Men (China, 28 februari 2000) is een Nederlandse tafeltennisser. Zij speelt rechtshandig met de shakehandgreep.
Geboren in China kwam ze op dertienjarige leeftijd naar Nederland. Op haar twintigste verwierf ze het Nederlandse staatsburgerschap.

## Belangrijkste resultaten
- Nederlands kampioene enkelspel in 2018, 2020, 2021, 2025
- Nederlands kampioene dubbelspel in 2020, 2023